# Cixius bamendensis
Cixius bamendensis är en insektsart som beskrevs av Van Stalle 1988. Cixius bamendensis ingår i släktet Cixius och familjen kilstritar. Inga underarter finns listade i Catalogue of Life.